# Katrina Law
Pour les articles homonymes, voir Law.
 (septembre 2024).
 (septembre 2024).
La mise en forme du texte ne suit pas les recommandations de Wikipédia : il faut le « wikifier ».
Les points d'amélioration suivants sont les cas les plus fréquents. Le détail des points à revoir est peut-être précisé sur la page de discussion.
- Les titres sont pré-formatés par le logiciel. Ils ne sont ni en capitales, ni en gras.
- Le texte ne doit pas être écrit en capitales (les noms de famille non plus), ni en gras, ni en italique, ni en « petit »…
- Le gras n'est utilisé que pour surligner le titre de l'article dans l'introduction, une seule fois.
- L'italique est rarement utilisé : mots en langue étrangère, titres d'œuvres, noms de bateaux, etc.
- Les citations ne sont pas en italique mais en corps de texte normal. Elles sont entourées par des guillemets français : « et ».
- Les listes à puces sont à éviter, des paragraphes rédigés étant largement préférés. Les tableaux sont à réserver à la présentation de données structurées (résultats, etc.).
- Les appels de note de bas de page (petits chiffres en exposant, introduits par l'outil «  Source ») sont à placer entre la fin de phrase et le point final[comme ça].
- Les liens internes (vers d'autres articles de Wikipédia) sont à choisir avec parcimonie. Créez des liens vers des articles approfondissant le sujet. Les termes génériques sans rapport avec le sujet sont à éviter, ainsi que les répétitions de liens vers un même terme.
- Les liens externes sont à placer uniquement dans une section « Liens externes », à la fin de l'article. Ces liens sont à choisir avec parcimonie suivant les règles définies. Si un lien sert de source à l'article, son insertion dans le texte est à faire par les notes de bas de page.
- La présentation des références doit suivre les conventions bibliographiques. Il est recommandé d'utiliser les modèles {{Ouvrage}}, {{Chapitre}}, {{Article}}, {{Lien web}} et/ou {{Bibliographie}}. Le mode d'édition visuel peut mettre en forme automatiquement les références.
- Insérer une infobox (cadre d'informations à droite) n'est pas obligatoire pour parachever la mise en page.

Pour une aide détaillée, merci de consulter Aide:Wikification.
Si vous pensez que ces points ont été résolus, vous pouvez retirer ce bandeau et améliorer la mise en forme d'un autre article.
 (septembre 2024).
Katrina Law, née le 30 septembre 1985 à Philadelphie, en Pennsylvanie, est une actrice américaine.

## Biographie
Katrina Law grandit à Deptford, dans le sud du New Jersey. Sa mère est d’origine taïwanaise et son père est d’origine allemande et italienne. À 10 ans, elle fait ses premiers pas sur scène et se fait ainsi remarquer, lors du concours Miss Teen USA, où elle représente sa région natale.
Elle étudie le théâtre au Richard Stockton College, où elle obtient son diplôme.

### Vie privée
Elle est mariée à l'acteur Keith Andreen depuis janvier 2013 et mère d’une fille appelée Kinley depuis le 27 décembre 2018.

## Carrière
Elle commence sa carrière d'actrice en 2000 en décrochant un rôle dans la comédie Le bon numéro, film avec John Travolta et Lisa Kudrow. Elle multiplie ensuite les apparitions télévisées dans des séries comme Chuck ou New York 911.
Une de ses présences à l'écran les plus notables est dans la web-série The Rookie, un spin-off de la série télévisée 24 Heures chrono, où elle incarne Kate Wyan, un agent du FBI.
Elle se fait connaître en 2010 grâce à son rôle de Mira dans la série Spartacus, une esclave de la maison Batiatus qui devient l’amante de Spartacus. Elle y joue durant 15 épisodes. En 2014, elle incarne Nyssa al Ghul, fille de Ra's al Ghul et membre de La Ligue des Assassins, dans la série Arrow.
En 2017, elle interprète le rôle de Rebecca Lee dans la série policière Training Day. La série est annulée après une saison de 13 épisodes. En 2018, elle décroche le rôle de Karen Beach dans la série The Oath.
Le 14 août 2019, la chaîne américaine CBS annonce son arrivée dans la dixième saison de la série Hawaii 5-0. Elle intègre la distribution principale dans le rôle de Quinn Liu. En février 2020, CBS annonce l'arrêt de la série après dix saisons et 240 épisodes.
Le 11 mars 2021, le site Deadline publie un communiqué de CBS qui annonce son arrivée dans la série NCIS : Enquêtes spéciales, dans le rôle de l'agent spécial Jessica Knight. Après quelques apparitions en fin de saison 18, elle est promue à la distribution principale dès la saison 19,.
Elle est la chanteuse du groupe de musique Soundboard Fiction, qu’elle a fondé.

## Filmographie

### Cinéma
- 2000 : Le Bon Numéro : Une adolescente
- 2001 : Bottomfeeders : Ursula
- 2002 : Emmett's Mark (en) (Killing Emmett Young) : Francine
- 2005 : Choker (en) (Disturbance) : Santo
- 2006 : La Dernière Carte (All In) : Dealer #1
- 2007 : A New Tomorrow : Katherine Schatz
- 2008 : Forget About Love (court-métrage) : Heather
- 2008 : Stiletto (en) : Biker Chick #2
- 2009 : Knuckle Draggers (Alpha Males Experiment) d'Alex Ranarivelo : Jenna
- 2010 : The Grind : Jemma
- 2011 : 3 Minutes (en) (court-métrage) : Une chasseuse
- 2015 : Apparition de Quinn Saunders : Lori
- 2015 : Checkmate de Timothy Woodward Jr. : Katana
- 2015 : Death Valley de T.J. Scott : Annie Gunn
- 2016 : Mafiosa de Yusaku Mizoguchi : Alex Johnson (film produit en 2010 mais jamais sorti)
- 2017 : Darkness Rising (en) de Austin Reading : Izzy
- 2019 : Zeroes de Charles Smith : Kate
- 2020 : 38 Minutes (court-métrage) : Heather Taverner
- 2023 : Year 2 : Dr Amy Chen
- 2024 : Werewolves de Steven C. Miller : Dr. Amy Chen

### Télévision

#### Téléfilms
- 2003 : 44 minutes de terreur : Kate
- 2006 : If You Live Here, You'de Be Home Now
- 2013 : La Fiancée des neiges : Greta Kaine
- 2015 : Les 12 cadeaux de Noël (12 Gifts of Christmas) : Anna Parisi
- 2020 : Christmas with the Darlings : Jessica Lew

#### Séries télévisées
- 2001 : New York 911 : Ani Bailey (1 épisode)
- 2002 : Reba : Morgan Brooks (1 épisode)
- 2007 : The Rookie : Unité Anti-Terroriste (The Rookie CTU) : Kate Wyman (saison 3 ; 6 épisodes)
- 2008 : The Rookie: Day 3 Extraction (mini-série) : Kate
- 2009 : Chuck : Alexis White (saison 2 ; 1 épisode)
- 2010 : Legend of the Seeker : L'Épée de vérité : Garren the Mord Sith (saison 2 ; 2 épisodes)
- 2010 : The Resistance (Websérie) : Lana (8 épisodes)
- 2010-2012 : Spartacus : Le Sang des gladiateurs : Mira (saisons 1 et 2 ; 15 épisodes)
- 2012 : Les Experts : Miami : Assassin (saison 10 ; 1 épisode)
- 2012 : Staged : Flo (1 épisode)
- 2012: 6 passi nel giallo (it) (Websérie) : Eleanor (1 épisode)
- 2013 : Chosen : Amber (saison 1 ; 2 épisodes)
- 2014-2020 : Arrow : Nyssa al Ghul (saisons 2 à 8 ; 20 épisodes)
- 2016 : DC: Legends of Tomorrow : Nyssa al Ghul (saison 1 ; 1 épisode)
- 2016 : Lemon Cove (mini-série) : Katrina
- 2016 : Uncle Buck : Diane (1 épisode)
- 2017 : Comic Book Men (en) : Elle-même/Nyssa Al Ghul (saison 6, épisode 12)
- 2017 : Training Day : Rebecca Lee (13 épisodes)
- 2018-2019 : The Oath : Karen Beach (saisons 1 et 2 ; 18 épisodes)
- 2018 : Sacred Lies (en) : Stephanie Bailey (6 épisodes)
- 2019-2020 : Hawaii Five-0 : Quinn Liu (principale saison 10 ; 17 épisodes)
- 2020 : Magnum (Magnum P.I.): Quinn Liu (saison 2 ; 1 épisode)
- depuis 2021 : NCIS : Enquêtes spéciales : Jessica Knight (récurrente saison 18 et principale depuis la saison 19 ; 75 épisodes)
- 2022 : NCIS: Hawaiʻi : Jessica Knight (saisons 1 et 2 ; 2 épisodes)

### Jeux vidéo
- 2010 : Red Dead Redemption : Population locale (voix)

### Clips musicaux

#### Avec Adrian Vera
- 2020 : Peligrosa

#### Soundboard Fiction
- 2014: Wash Me in the Water
- 2016: Ghost Town

## Voix françaises
En version française, Laëtitia Laburthe-Tolra est la voix régulière de Katrina Law dans :
- Spartacus : Le Sang des gladiateurs (série télévisée)
- Arrow (série télévisée)
- Les 12 cadeaux de Noël (téléfilm)
- Legends of Tomorrow (série télévisée)
- Training Day (série télévisée)
- Hawaii 5-0 (série télévisée)
- NCIS : Enquêtes spéciales (série télévisée)
- NCIS: Hawai'i (série télévisée)

Et aussi
- Malvina Germain dans Legend of the Seeker
- Delphine Chauvier dans Chosen (série télévisée)
- Victoria Grosbois dans La Fiancée des neiges (téléfilm)

## Distinctions
- 2016: First Glance Film Festival: Meilleure actrice pour Apparition
- 2019: GenreBlast Film Festival Award: Meilleure actrice dans un second rôle pour Zeroes